# 5223 McSween
5223 McSween è un asteroide della fascia principale. Scoperto nel 1981, presenta un'orbita caratterizzata da un semiasse maggiore pari a 3,2038447 UA e da un'eccentricità di 0,1682739, inclinata di 16,90343° rispetto all'eclittica.
L'asteroide è dedicato al geologo planetario americano Harry McSween.